# Ase balear

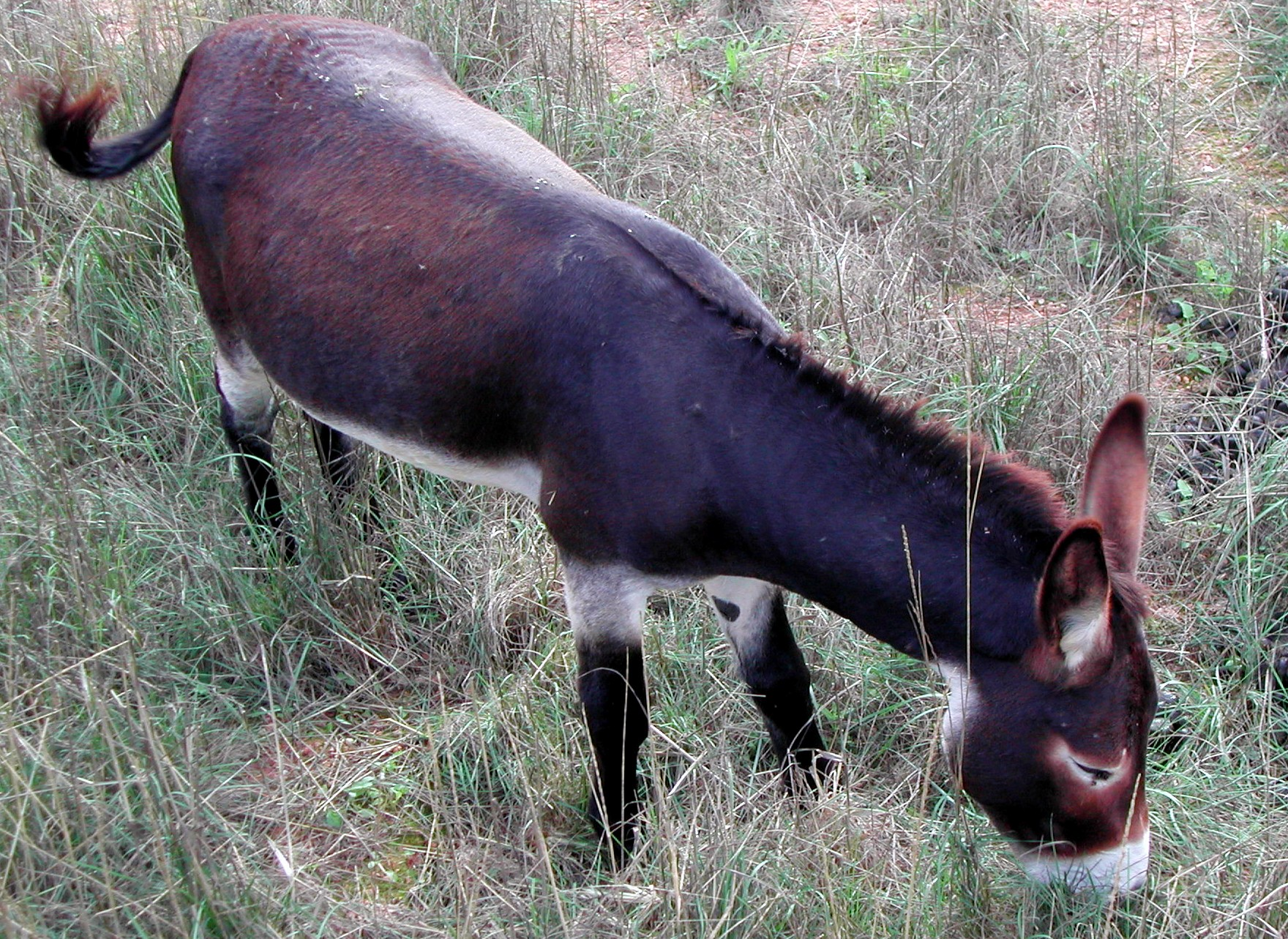
Ase mallorquí

L'ase balear (o ase mallorquí fins al 2006) és la raça d'ase pròpia de les Illes Balears. Està emparentada amb les races occidentals d'ases i és l'antecessora directa de la raça de l'ase de Kentucky.
Estigué a punt d'extingir-se a causa del fet que en decaigué l'ús. Actualment n'hi ha uns 150 exemplars.
La mescla d'un ase amb un cavall l'anomenam mul. Solen estar en les possessions de la serra de Tramuntana, o al pla de Mallorca i antigament s'emprava per llaurar, moldre blat al molins i de mitjà de transport quan no hi havia cotxes.

## Característiques
- Cap quadrat i llarg.
- Color negre marronós de la capa amb espais blanc-grisos al voltant dels ulls, el ventre i les aixelles.
- Perfil esvelt.
- Coll tirant a curt.
- Cabellera curta i pobra.
- Orelles musculoses, mòbils i grosses.